# Anaxipha furva
Anaxipha furva är en insektsart som först beskrevs av Karsch 1893.  Anaxipha furva ingår i släktet Anaxipha och familjen syrsor. Inga underarter finns listade i Catalogue of Life.